# سيلاند
سيلاند (بالإنجليزية: Sealand) هي دولة مجهرية، مساحتها 550 متراً مربعاً فقط. تقع في بحر الشمال، وهي جزيرة اصطناعية عبارة عن قلعة بحرية سابقة تسمى صاحبة الفورت روفس (بالإنجليزية: HM Fort Roughs). قامت القوات البحرية الخاصة بالمملكة المتحدة ببنائها عام 1942 لأجل استخدامها في الحرب العالمية الثانية، وبعد أن غرقت واستقرت على الأرض كونت سيلاند. ولا يزيد عدد سكانها عن خمسة أشخاص. الدولة غير معترف بها حالياً رغم اعتبار بادي روي باتس نفسه أميراً للبلاد منذ الإعلان عن إنشائها في 2 سبتمبر 1967. يزعم أن سيلاند هي دولة مستقلة ذات نظام ملكي وراثي. لغتها هي اللغة الإنجليزية. ولديها عملة مزعومة مثل أية دولة أخرى يسمى بدولار سيلاند، يوجد لسيلاند نشيد وطني، وطوابع بريدية، وبالتأكيد لها علم خاص.
في 23 يونيو 2006 تعرضت سيلاند لحريق نتيجة عطل كهربي، وفي بداية عام 2007 تم عرض الدولة للبيع.

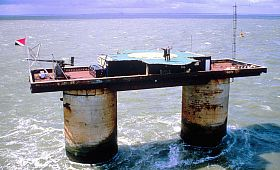
جزيرة سيلاند

## تاريخ
خلال الحرب العالمية الثانية عام 1943، شيدت المملكة المتحدة واحدة من القلاع والحصون سمتها صاحبة الفورت روفس، وكان الغرض في المقام الأول هو الدفاع ضد الطائرات الألمانية النازية وزرع الألغام التي قد تكون مستهدفة مصبات الأنهار التي كانت جزءاً من خطوط الملاحة الحيوية. فهي عبارة عن قاعدة عائمة مع البنية الفوقية من برجين انضم اليهم على سطح السفينة التي يمكن أن تضاف الهياكل الأخرى. وتم قطر الحصن إلى موضع فوق رمال الرملي الخام، حيث غمرت مياه الفيضان عمداً قاعدتها لتمكينها من بالوعة إلى مثواه الأخير على الرملي. وكان الموقع المختار في المياه الدولية، ما يقرب من ستة أميال من ساحل سوفولك. احتل هذا المرفق (صاحبة الفورت روفس) من قبل افراد البحرية الملكية طوال الحرب العالمية الثانية؛ حتى بعد فترة طويلة من انتهاء الحرب.

### رياضة
لسيلاند فريق رياضي جيد فهم دائماً ما يربحون ميداليتين فضيتين ويلعب دارين بلاكبيرن تحت اسم سيلاند في رياضتي سباق الماراثون و‌سباق الميدان ويلعب سلادير أوفيات في رياضة تسلق الجبال ويلعب مايكل مارتيل في رياضة الكونغ فو وهو من فاز بميدليتين فضيتين ولكن لم يحاولوا أن يلعبوا في الألعاب الأولمبية رغم أمتيازهم في عديد الرياضات وقبل الاتحاد الدولي لكرة القدم بسيلاند كدولة مستقلة حيث يقوم سكانها بالتدرب خارج البلد ولعبوا أول مباراة ضد جزر فارو وتعادلوا 3-3 وثانيها ضد جزر شاجوس حيث خسروا 1-3 وبيشن الذين لعبوا رالف ليتل و‌بولتون واندرارز و‌سيمون تشارلتون ويوم 22 مايو عام 2013، قام متسلق الجبال كنتون كول بوضع علم سيلاند في قمة جبل إيفرست.

### الاحتلال والتأسيس
احتُل برج روفس في فبراير وأغسطس 1965 من قبل جاك مور وابنته جين، اللذين قطنا المكان نيابة عن إذاعة القراصنة وندرفول راديو لندن.
في 2 سبتمبر 1967، احتل الحصن على يد الرائد بادي روي بيتس، وهو مذيع بريطاني لإذاعة قراصنة، وقد طرد مجموعة منافسة من مذيعي القراصنة. وقد اعتزم بيتس بث محطة إذاعة قراصنة خاصة به -اسمها إذاعة إسكس– من تلك المنصة. على الرغم من امتلاكه المعدات اللازمة، لم يبدأ البث قط. بعد ذلك أعلن بيتس استقلال برج روفس وسماه إمارة سيلاند.
في عام 1968، دخل عمال بريطانيون ما ادعى بيتس أنه مياهه الإقليمية لصيانة عوامة ملاحية بالقرب من المنصة. حاول مايكل بيتس (ابن بادي روي بيتس) إخافة العمال بإطلاق طلقات تحذيرية من الحصن السابق. ونظرًا إلى أن بيتس كان من رعايا بريطانيا في ذلك الوقت، فقد استدعي إلى المحكمة في إنجلترا بتهم تتعلق بالأسلحة النارية عقب الحادث. ولكن نظرًا إلى أن المحكمة قضت بأن المنصة (التي كان يطلق عليها بيتس الآن اسم «سيلاند») كانت خارج الحدود الإقليمية البريطانية، حيث تجاوزت حدود 3 أميال بحرية (6 كم) من مياه البلاد، فإن القضية لا يمكن أن تستمر.
في عام 1975، وضع بيتس دستورًا لسيلاند، وأتبعه بعلم وطني، ونشيد وطني، وعملة، وجوازات سفر.

### الهجوم في عام 1978 وحكومة المتمردين في سيلاند
في أغسطس 1978، استعان ألكسندر أخنباخ، الذي يصف نفسه بأنه رئيس وزراء سيلاند، بالعديد من المرتزقة الألمان والهولنديين لشن هجوم على سيلاند بينما كان بيتس وزوجته في إنجلترا. اختلف أخنباخ مع بيتس بشأن خطط لتحويل سيلاند إلى فندق فاخر وكازينو مع زملائه من رجال الأعمال الألمان والهولنديين. ثم اقتحموا المنصة بقوارب سريعة ومراكب تزلج مائية وحوامات وأخذوا مايكل ابن بيتس رهينةً. لكن تمكن مايكل من استعادة سيلاند والقبض على أخنباخ والمرتزقة باستخدام الأسلحة المخبأة على المنصة.  كان أخنباخ -المحامي الألماني- يحمل جواز سفر سيلاند، وجهت إليه تهمة الخيانة ضد سيلاند واحتُجز ما لم يدفع 75000 مارك ألماني (أكثر من 35000 دولار أمريكي أو 23000 جنيه إسترليني). ثم أرسلت ألمانيا دبلوماسيًا من سفارتها في لندن إلى سيلاند للتفاوض من أجل إطلاق سراح أخنباخ. تباطأ روي بيتس بعد عدة أسابيع من المفاوضات وادعى لاحقًا أن زيارة الدبلوماسي شكلت اعترافًا فعليًا بسيلاند من ألمانيا.
بعد عودته إلى وطنه، أنشأ أخنباخ وغيرنت بوتز حكومة في المنفى، والتي تعرف أحيانًا باسم حكومة المتمردين في سيلاند أو حكومة المتمردين السيلاندية، في ألمانيا.
في عام 1997، ألغت عائلة بيتس جميع جوازات سفر سيلاند، بما في ذلك تلك التي أصدروها هم أنفسهم على مدار الـ 22 عامًا السابقة. إذ كان يُعتقد أن هناك نحو 150 ألف جواز سفر ضمن التداول. وكان هذا بسبب إدراك أن عصابة دولية لغسيل الأموال قد ظهرت، وذلك باستخدام بيع جوازات سفر سيلاند وهمية لتمويل تهريب المخدرات وغسل الأموال من روسيا والعراق. واستخدم زعماء العملية (ومقرهم في مدريد ولهم صلات مع مجموعات مختلفة في ألمانيا، بما في ذلك حكومة المتمردين السيلاندية في المنفى التي أسسها أخنباخ بعد محاولة انقلاب عام 1978) الحصانة الدبلوماسية السيلاندية ولوحات المركبات المزيفة. وقد ذُكر أنهم باعوا 4000 جواز سفر سيلاندي مزيف لمواطني هونغ كونغ مقابل ما يقدر بنحو 1000 دولار لكل جواز.
```
أرسلت المانيا بعثة دبلوماسية سنة 1978م في حادثة لمناقشة إطلاق صراح رهين ولكن لم يعتبر هذا إعتراف رسمي.
```